# Sielice
Sielice [ɕɛˈlit͡sɛ] est un village polonais de la gmina de Sochaczew dans le powiat de Sochaczew et dans la voïvodie de Mazovie.
Il est situé approximativement à 6 kilomètres au sud de Sochaczew et à 51 kilomètres à l'ouest de Varsovie.